# 圣佩德罗和圣保罗群岩
圣佩德罗和圣保罗群岩（葡萄牙語：Penedos de São Pedro e São Paulo）也称圣佩德罗和圣保罗群岛（葡萄牙語：Arquipélago de São Pedro e São Paulo）位于巴西东北海岸1100公里的大西洋中，由6座主要岛屿，4座小岛和许多礁石组成。附近海域为巴西东北部的重要捕鱼区。所有岛屿无常住居民，1998年巴西海军在此地建立一座科学站。